# Lauromacromia dubitalis
Lauromacromia dubitalis är en trollsländeart som först beskrevs av Fraser 1939.  Lauromacromia dubitalis ingår i släktet Lauromacromia och familjen skimmertrollsländor. Inga underarter finns listade i Catalogue of Life.